# Список высших учебных заведений Киева

Высшие учебные заведения Киева — список действующих высших учебных заведений расположенных в городе Киеве, на Украине. Вузы, которые были в Киеве раньше, в списке не присутствуют. Каждый из вузов включает краткое описание и адрес.

## Университеты
1. Государственный экономико-технологический университет транспорта — высшее учебное заведение IV уровня аккредитации, которое осуществляет подготовку специалистов для предприятий и организаций железнодорожного транспорта Украины. Расположен по ул. Ивана Огиенко, 19.
2. Государственный университет телекоммуникаций — высшее учебное заведение IV уровня аккредитации в Киеве.
3. Высший институт религиозных наук св. Фомы Аквинского — высшее учебное заведение в Киеве, филиал Папского университета св. Фомы Аквинского. В институте есть общежитие для ограниченного количества студентов. Институт не выдает дипломов государственного образца. Расположен по ул. Деревлянская, 13.
4. Киевский государственный институт декоративно-прикладного искусства и дизайна имени Михаила Бойчука — высшее художественное учебное заведение города Киева. Назван в честь Михаила Бойчука. Расположен по ул. Михаила Бойчука, 32.
5. Киевский международный университет — высшее учебное заведение на Украине. Основано в 1994 году. КиМУ аккредитовано по четвёртому уровю аккредитации. Расположен по ул. Львовская, 49.
6. Киевский университет имени Бориса Гринченко — университет создан путем реорганизации Киевского межрегионального института усовершенствования учителей имени Б. Д. Гринченко; является учреждением коммунальной собственности. Согласно решению Киевсовета 8 октября 2009 Киевский городской педагогический университет имени Б. Д. Гринченко переименован в Киевский университет имени Бориса Гринченко. С изменением названия изменился также статус университета — Университет трансформировался от профильного педагогического до многопрофильного классического. В структуре Университета функционирует 6 институтов и Университетский колледж. Университет предлагает 13 программ магистерского уровня, 7 — уровня специалиста и 19 — уровня бакалавра. В Университете действуют аспирантура и докторантура. Расположен по ул. Бульварно-Кудрявская, 18/2.
7. Киевский национальный экономический университет имени Вадима Гетьмана — специализированное учебное заведение, самоуправляющийся (автономный) исследовательский национальный университет. Свою историю университет отсчитывает с 1906 г., когда в Киеве были открыты коммерческие курсы; в разные годы носил названия коммерческого института, Киевского института народного хозяйства им. Д. С. Коротченко, финансово-экономического института; современное название университет получил в 2005 г. Филиалами университета являются: Крымский экономический институт; Криворожский экономический институт; Киевский экономический колледж; Киевский колледж информационных систем и технологий; Симферопольский экономический колледж; Криворожский колледж экономики и управления; Роменский колледж. Расположен по просп. Победы, 54/1.
8. Киевский национальный лингвистический университет — высшее учебное заведение основано 30 марта 1948 года как Киевский государственный педагогический институт иностранных языков. Расположен по ул. Большая Васильковская, 73.
9. Киевский национальный торгово-экономический университет — высшее учебное заведение Украины III—IV уровней аккредитации. Расположен по ул. Киото, 19.
10. Киевский национальный университет строительства и архитектуры — основан в 1930 году, до 1993 года — Киевский инженерно-строительный институт (КИСИ). Университет является ведущим учебным заведением IV уровня аккредитации на Украине по подготовке специалистов для архитектурно-строительной отрасли. Расположен по Воздухофлотский проспект, 31.
11. Киевский национальный университет культуры и искусств — в 1968 году в соответствии с Постановлением Совета министров СССР № 608 от 8 августа в 1968 году и постановления Совета Министров УССР № 459 от 28 августа 1968 году был основан Киевский государственный институт культуры им. Корнейчука. В то время при нём существовали лишь «Культурно-просветительный», «Библиотечный» факультеты и факультет «Общественных профессий». Расположен по улица Евгения Коновальца, 36.
12. Киевский национальный университет имени Тараса Шевченко — один из крупнейших вузов Украины, национальный центр науки и культуры, один из старейших университетов страны. В 2008—2009 годах получил статус исследовательского и автономного. Занимает 800-е место среди лучших вузов мира[1]. Расположен по ул. Владимирская, 60.
13. Киевский национальный университет театра, кино и телевидения имени Ивана Карпенко-Карого — многопрофильное учреждение художественного образования. Расположен по ул. Ярославов Вал, 40.
14. Киевский национальный университет технологий и дизайна — высшее учебное заведение на Украине IV уровня аккредитации. Расположен по ул. Немировича-Данченка, 2.
15. Киевский университет славистики — негосударственное высшее учебное заведение IV уровня акредитиции на Украине. Основан в 1993 году по инициативе и при участии Национальной академии наук Украины. Целью деятельности университета является подготовка высококвалифицированных специалистов по широкому спектру направлений и специальностей и проведение научных исследований по славяноведческих проблематике. Подготовка специалистов осуществляется по 8 направлениям и 13 специальностям. В вузе и его филиалах обучается около 16 тыс. Студентов, в том числе более 500 иностранцев. Расположен по ул. Василия Тютюнника, 9.
16. Киевский университет экономики и технологий транспорта — университет. Расположен по ул. Ивана Огиенко, 19.
17. Киевский университет права НАН Украины — университет. Расположен по ул. Академика Доброхотова, 7 (Академгородок).
18. Киевский университет туризма, экономики и права — частный университет города Киева. Расположен по ул. Генерала Жмаченко, 26.
19. Международный научно-технический университет имени академика Юрия Бугая — . Расположен по
20. Национальный авиационный университет — авиационный вуз. Расположен по пр. Любомира Гузара, 1.
21. Национальный аграрный университет — (до 2008 — Национальный аграрный университет, в 1992 — Украинская сельскохозяйственная академия), исследовательский национальный университет. Расположен по ул. Героев Обороны, 15.
22. Национальный медицинский университет имени Александра Богомольца — высшее учебное заведение IV уровня аккредитации на Украине. Расположен по пр. Победы, 34.
23. Национальный педагогический университет имени Михаила Драгоманова — высшее учебное заведение IV уровня аккредитации на Украине. Расположен по ул. Пирогова, 9.
24. Национальный технический университет Украины «Киевский политехнический институт» — высшее учебное заведение инженерного профиля, исследовательский университет, основанный в Киеве в 1898 году. По рейтингам вузов занимает 701 место в мире[2]. Расположен по пр. Победы, д. 37.
25. Национальный транспортный университет — высшее учебное заведение IV уровня аккредитации в Киеве. Расположен по ул. Омельяновича-Павленко, 1.
26. Национальный университет «Киево-Могилянская академия» — высшее учебное заведение на Украине, основано в 1615 году. Расположен по ул. Г. Сковороды, 2.
27. Национальный университет обороны Украины — высшее военное учебное заведение Украины, был основан в 1914 году в городе Киеве как военное и артиллерийское училище. Расположен по Воздухофлотскому проспекту, 28.
28. Национальный университет физического воспитания и спорта Украины — главное высшее учебное заведение Украины по подготовке кадров в различных видах спорта и специалистов по факультету «Туризм». Основан в 1930 году в Харькове, а в Киев переехал после оккупации Харькова, в 1944 году. В 1998 году университет получил статус национального. Расположен по ул. Физкультуры, 1.
29. Национальный университет пищевых технологий — высшее учебное заведение инженерно-технологического профиля, который берет начало с Смелянский технических классов, основанных в 1884 году по инициативе Киевского отделения Русского технического общества на базе училища графов Бобринских. Расположен по ул. Владимирская, 68.
30. Международный Соломонов университет — Университет IV уровня аккредитации, находится в Киеве. Имеет филиал в Харькове. В университете предлагаются программы бакалавра, специалиста и магистра на очной и заочной формах обучения. Расположен по ул. Шолуденко, 1-Б.

## Академии
1. Академия адвокатуры Украины
2. Академия муниципального управления
3. Государственная академия жилищно-коммунального хозяйства
4. Дипломатическая академия Украины при Министерстве иностранных дел Украины
5. Киевская детская академия искусств
6. Киевская муниципальная академия эстрадного и циркового искусств
7. Киевская православная богословская академия
8. Межрегиональная академия управления персоналом
9. Национальная академия государственного управления при Президенте Украины
10. Национальная академия руководящих кадров культуры и искусств
11. Национальная академия изобразительного искусства и архитектуры
12. Национальная академия управления
13. Национальная музыкальная академия Украины имени Петра Чайковского

## Институты
1. Институт туризма Федерации профсоюзов Украины
2. Киевский Институт Бизнеса и Технологий
3. Институт высшей квалификации КНТЭУ

## Колледжи и техникумы
1. Киевский геологоразведочный техникум
2. Киевский колледж строительства, архитектуры и дизайна
3. Киевский колледж транспортной инфраструктуры
4. Киевский профессионально-педагогический колледж имени Антона Макаренко
5. Киевский радиомеханический техникум

## Другие
1. Киевская школа экономики[укр.]